# Melchisédech Thévenot

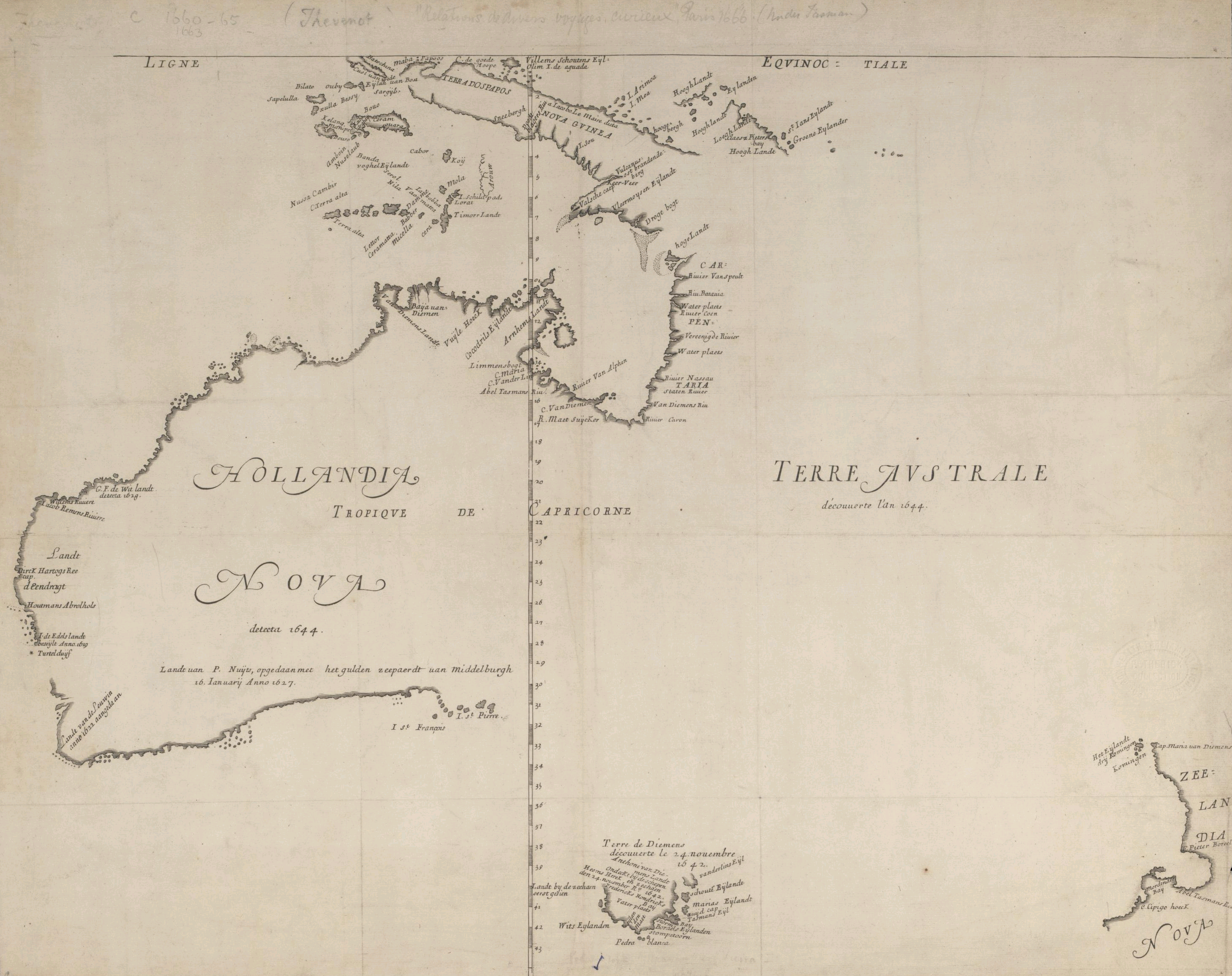
Carta Hollandia Nova detecta 1644 (Nueva Holanda) dibujada por Melchisédech Thévenot; se basa en un mapa del cartógrafo neerlandés Joan Blaeu

Melchisédech o Melchisédec Thévenot (ca. 1620 - Issy, 29 de octubre de 1692), fue un escritor y físico francés, recordado como inventor del nivel de burbuja y autor del primer tratado de la natación en francés. También fue cartógrafo, diplomático y bibliotecario del rey. Su obra Relations de divers voyages curieux reúne todo lo que un europeo podía aprender sobre el mundo en el siglo XVII. De él heredó el gusto por los viajes su famoso sobrino, Jean de Thévenot.

## Biografía
Nada se sabe de sus orígenes. Su nombre bíblico sugiere una ascendencia judía o, más probablemente, de antepasados hugonotes. Asimismo es desconocido de donde le llegó su fortuna, sin duda considerable, y donde obtuvo su conocimiento de inglés, latín, griego antiguo, hebreo, árabe y turco. Lo que se sabe es que era embajador en Génova en 1647 y en Roma en la década de 1650. Asistió al cónclave de 1655, después del cual fue elegido papa Alejandro VII.
Fue bibliotecario del rey desde 1684 y se convirtió en miembro de la Academia de Ciencias de Francia en 1685.

## Sus trabajos científicos
Sus trabajos fueron numerosos. Estudió astronomía, física, medicina y matemáticas. Llevó a cabo experimentos sobre el sifón y la capilaridad, propuso la ipecacuanha como remedio para la disentería y promovió los beneficios del jugo de limón. Mantuvo una correspondencia a escala europea con los eruditos de su tiempo, entre ellos Christiaan Huygens, Henry Oldenburg y Jan Swammerdam; algunos de ellos también se quedan con él en Issy, donde Niels Steensen diseccionó un día un cerebro humano ante un público atento. Como en torno a Henri Louis Habert de Montmor, que frecuentó su círculo, poco a poco se formó alrededor de Thévenot una academia que llevara su nombre y será uno de los que hizo nacer la Academia de Ciencias en 1666. 
En 1660 o 1661, Melquisedec Thevenot inventó el nivel de burbuja. Rellenó su instrumento con alcohol, lo montó en piedra y lo equipó con una lentilla. Comunicó su invento a Robert Hooke en Londres y a Vincenzo Viviani en Florencia. Adrien Auzout recomendará su uso en la Academia de Ciencias cuando se puso en marcha una expedición a Madagascar en 1666.

## El arte de nadar

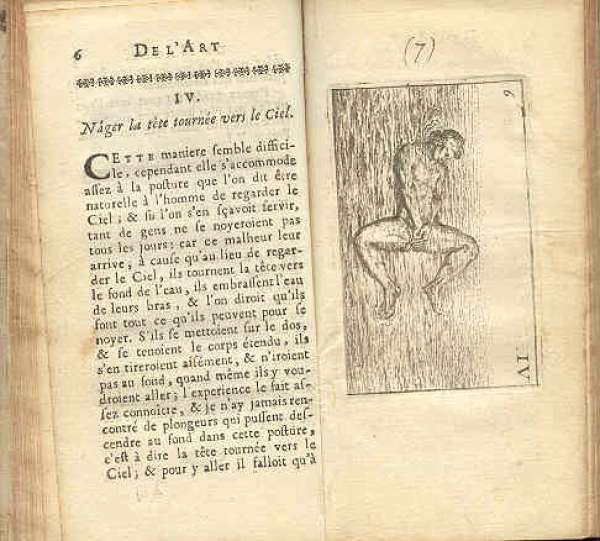
«Nager la tête tournée vers le Ciel»
Ilustración de L'Art de nager de Thévenot.

Su obra Art de Nager demontré par figures avec des avis pour se baigner utilement [Arte de Nadar demostrado por figuras con consejos para bañarse útilmente] apareció en París en 1696. El libro fue traducido al inglés en 1699; Benjamin Franklin, nadador entusiasta e inventor de las aletas, fue uno de sus lectores. Dos nuevas ediciones se publicaron en Francia durante el siglo XVIII, cada una aumentada con disertaciones que exploraron la historia y las ramificaciones. Gracias a este libro el estilo braza se fue extendiendo en Europa y con el los franceses, durante casi un siglo, aprendieron a nadar.

Mr. Thévenot ha publicado un curioso libro titulado el arte de nadar, demostrado con figuras. Y antes que él Everard Digby, ingles, y Nicolas Winman, alemán, había dado ya las reglas de este arte. Thévenot no ha hecho, por así decir, que copiar estos dos autores; pero si se hubiera tomado la molestia de leer el tratado de Borelli, con la mitad de aplicación que él ha leído a los otros dos, no habría sostenido, como ha hecho, que el hombre nadaría naturalmente, al igual que otros animales, si no se lo impidiese el temor que aumenta el peligro.
M. Thevenot a publié un livre curieux intitulé, l'art de nager, démontré par figures. Et avant lui Everard Digby, anglois, & Nicolas Winman, allemand, avoient déjà donné les regles de cet art. Thevenot n'a fait, pour ainsi dire, que copier ces deux auteurs ; mais s'il se fût donné la peine de lire le traité de Borelli, avec la moitié de l'application qu'il a lu les deux autres, il n'auroit pas soutenu, comme il l'a fait, que l'homme nageroit naturellement, comme les autres animaux, s'il n'en étoit empêché par la peur qui augmente le danger
«Nager», artículo en la Encyclopédie ou Dictionnaire raisonné des sciences, des arts et des métiers, 1758.

## Los viajes curiosos
Las narraciones de viajeros fueron una de sus pasiones. Thévenot poseía al final de su vida 290 manuscritos, de los que se hará inventario en 1692 y cuya colección fue adquirida por la Bibliothèque du roi (ver artículo en francés) en 1712. Entre 1663 y 1672 hizo publicar Relations de divers voyages curieux qui n'ont point esté publiées, et qu'on a traduit ou tiré des originaux des voyageurs français, espagnols, allemands portugais, anglois, hollandois, persans, arabes & autres orientaux, données au public par les soins de Melchisedech Thevenot; le tout enrichi de plantes non décrites, d'animaux inconnus à l'Europe, & de cartes géographiques qui n'ont point encore été publiées [Relaciones de diversos viajes curiosos que no han sido publicados, y que se ha traducido o tomado de viajeros franceses, españoles, alemanes, portugueses, ingleses, holandeses, persas, árabes y otros orientales, dados al público por el cuidado de Melquisedec Thevenot; todo enriquecido con plantas no descritas, aninmales desconocidas en Europa, y cartas geográficas que aún no han sido publicadas]. Como percibió Jean Chapelain, el objetivo de esta colección, a la que todos los amigos de Thévenot contribuyeron, es «apporter de quoy s’exercer au raisonnement des contemplateurs de la nature» [proporcionar lo que se ejercita al razonamiento de los comtempladores de la naturaleza]. "
Además de unos pocos extractos de autores antiguos, como Cosmas Indicopleustes, se encuentran relatos, a veces inéditos, en forma completa o abreviada, de viajes realizados entre 1449 y 1672 en las regiones, países o continentes siguientes: Rusia, Crimea, Tartaria, China, Formosa, India, Persia, Arabia, Tierra Santa, Siam, Bengala, Borneo, Egipto, Filipinas, Japón, África, América. El conjunto consta de 55 fascículos reunidos en cuatro volúmenes profusamente ilustrados: grabados representando la flora, la fauna, los trajes y las costumbres, reproducciones de sistemas de escritura china, caldea y mandaean, cartas y mapas geográficos algunos de ellos dibujados por el mismo Thévenot. Hay varias ediciones de cada volumen cuyo contenido varia. Voltaire, Turgot, d’Holbach, de Brosses, John Locke, William Beckford y su amigo Antoine Galland, traductor de las Mil y una noches, tenían copias.
Thevenot también participó en la recopilación de textos de Confucio publicados en 1687 con el título de Sinarum Philosophus, y sin duda en muchas otras empresas de las que ya no queda rastro. Leibniz, que le comparó en broma con Briarée, monstruo de los antiguos griegos con cien brazos y cincuenta cabezas, dijo de él que fue «un des plus universels que je connoisse; rien n’échappe à sa curiosité» [uno de los más universales que conozco; nada escapa a su curiosidad].